# Spitzenlast
Spitzenlast (oder Höchstlast; englisch peak demand, peak load) bezeichnet in der Betriebswirtschaftslehre und Energiewirtschaft eine kurzzeitig auftretende hohe bzw. die höchste Leistungsnachfrage im Stromnetz, in anderen Versorgungsnetzen (Erdgas, Fernwärme, Nahwärme, Trinkwasser), in Verkehrsnetzen, auf dem Verkehrsmarkt oder auch in Saisonbetrieben. 

## Allgemeines
Viele Produkte oder Dienstleistungen sind nicht lagerfähig, sondern werden zum Zeitpunkt der Nachfrage produziert (wie etwa Energie oder Verkehrsleistungen). Bei Trinkwasser oder Erdgas können lokale Pufferspeicher für einen Ausgleich sorgen, wie z. B. ein Wasserturm beim Trinkwasser. Bei Strom ist das schwieriger, es kommen jedoch einem Wasserturm vergleichbare Wasserkraftwerke an Speicherseen zum Einsatz, die kurzfristig Leistung bereitstellen können.
Bedarfsspitzen zeichnen sich oft durch einen starken Anstieg der nachgefragten Leistung aus, so dass für die Stromversorgung schnell regelbare Spitzenlastkraftwerke eingesetzt werden müssen. Diese können innerhalb von Sekunden oder Minuten hohe Leistungen zur Verfügung stellen, und andererseits auch wieder auf Null abgeregelt werden. Hierzu zählen unter anderem Pumpspeicher- und Druckluftspeicherkraftwerke sowie moderne Gasturbinenkraftwerke, zusehends auch Batterie-Speicherkraftwerke.

## Energiesektor

### Kraftwerkseinsatz und Spitzenlast
Schwankender Stromverbrauch ist der Normalfall, in Ländern wie Deutschland variiert die Last um mehr als den Faktor zwei, hauptsächlich zwischen Tag und Nacht, zudem bestehen Unterschiede zwischen Werktagen und Wochenenden bzw. Feiertagen sowie im Verlauf der Jahreszeiten. An Werktagen im Januar 2019 wurden tagsüber über 75 GW nachgefragt, nachts ca. 53 GW, an den Wochenenden ca. 10 GW weniger. Bereits im April lagen die Spitzen nur selten über 70 GW, die Nachtminima unter 50 GW, über die Osterfeiertage wurden nur 34 bis 50 GW benötigt.

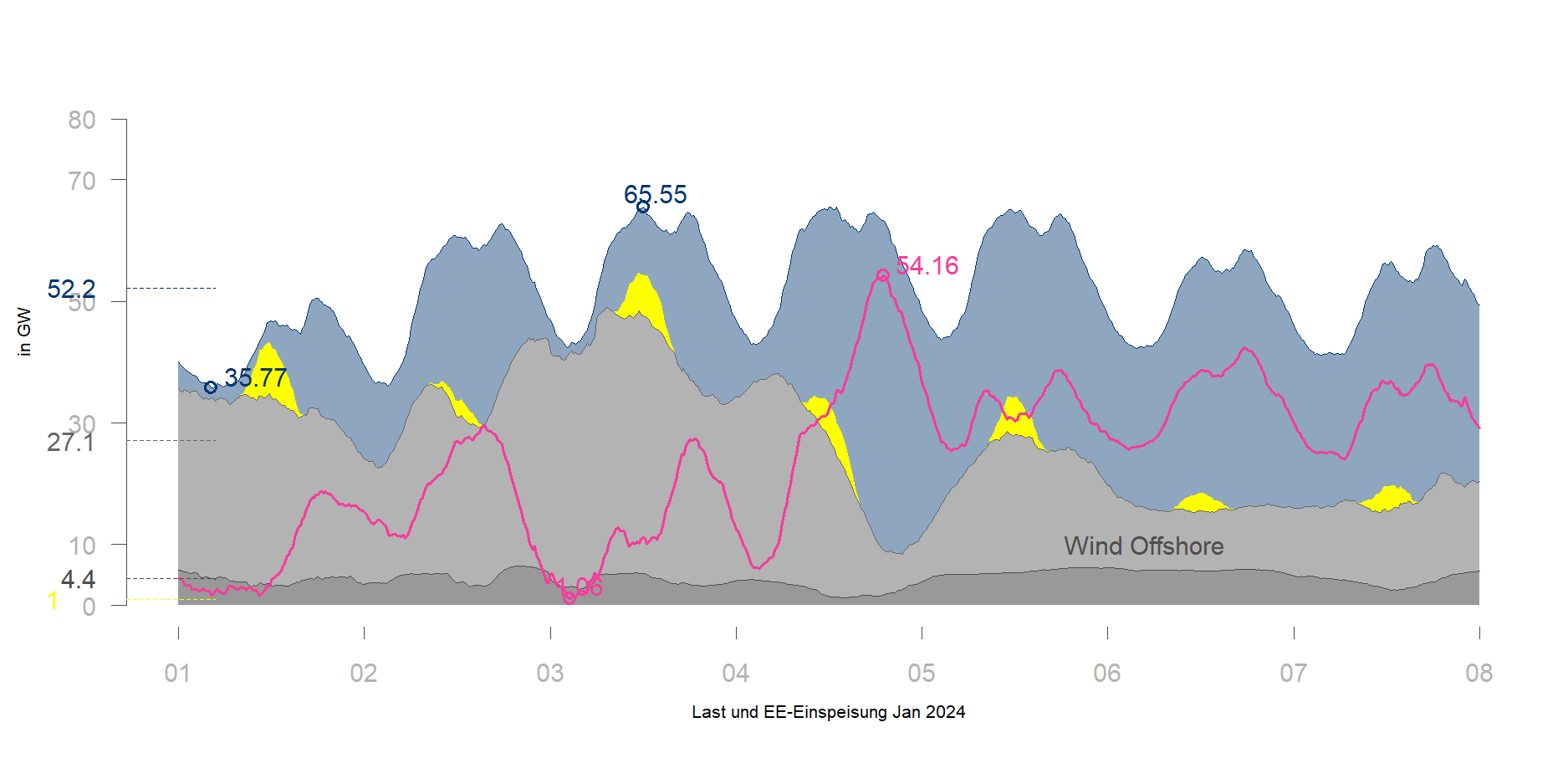
Last, Wind- und Solareinspeisung und die verbleibende Residuallast in Deutschland und Luxemburg im Jan 2024 (1. bis 7. Jan), Daten Entso-E Transparenzplattform

Regenerative Stromerzeuger wie Solaranlagen, Windkraftanlagen und die Mehrzahl der Biomassekraftwerke und Blockheizkraftwerke  erhalten nach dem Marktprämienmodell des erneuerbare Energien Gesetzes einen garantierten Mindestpreis für ihre Einspeisung, so dass sie nicht auf sinkende Nachfrage und somit sinkende Preise reagieren müssen. Diese Kraftwerke speisen dargebotsabhängig je nach Verfügbarkeit von Wind und Sonne maximal ein und reagieren nicht auf die Stromnachfrage. Relevant für die Fahrweise aller anderen Kraftwerke ist somit die Residuallast nach Abzug der erneuerbaren Einspeisung.
Durch die Einspeisung erneuerbarer Energien sinkt die Grundlast, die durch Kraftwerke mit geringen Flexibilitäten gedeckt werden kann, fast auf Null, während die zu deckende Spitzenlast davon kaum beeinflusst ist. So reduzierte sich beispielhaft durch die Einspeisung von Wind- und Solarenergie in der ersten Januarwoche 2024 die Spitzenlast nur um 17 % von 65,55 GW auf 54,16 GW, während das Minimum der zu deckenden Last im gleichen Zeitraum um 97 % von 35,77 GW auf 1 GW sank.
Die verbleibende Residuallast enthält somit fast keine Grundlast mehr und stellt hohe Anforderungen an die Flexibilität des verbleibenden konventionellen Kraftwerksparks. Die Struktur der Residuallast bestimmt auch im Wesentlichen den Strompreis (siehe Merit-Order-Modell). Die Anreize des Strommarktes bewirken dann, dass auch traditionelle Grundlastkraftwerke wie Braunkohlekraftwerke alle ihre Flexibilitäten nutzen, um der Residuallast zu folgen und so maximale Erlöse im Stromhandel zu erzielen. Somit ist der klassische Einsatz von Grundkraftwerken in Deutschland nicht mehr zu beobachten (siehe Stromerzeugung in Deutschland).
Nach einem Gutachten der Unternehmensberatung McKinsey hat Deutschland ein zunehmendes Problem mit der Spitzenlastdeckung. Die zu Spitzenlastzeiten verfügbare Leistung wird durch den geplanten Ausstieg aus Kernkraft und Kohleverstromung im Jahr 2030 von 99.000 auf 90.000 MW sinken. Dem steht eine steigende Spitzenlast von 120.000 MW gegenüber. Daraus ergibt sich eine zu erwartende Lücke in der Spitzenlastabdeckung in Höhe von 30 thermischen Großkraftwerken.

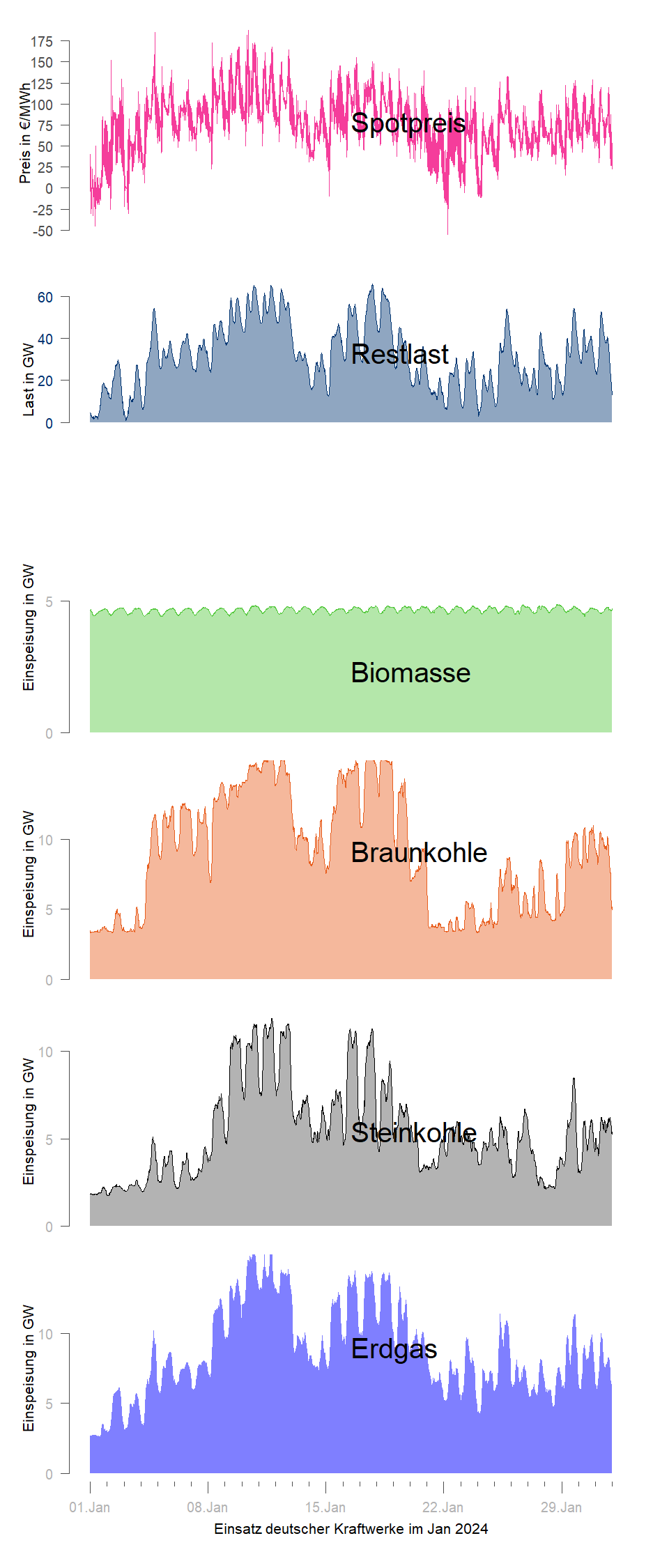
Einsatz von Kraftwerken im Januar 2024 in Deutschland und Luxemburg, Daten Entso-E Transparenzplattform

Aus Sicht des traditionellen noch nicht von Windkraft oder Photovoltaik abhängigen Stromnetz-Managements unterscheidet man drei Kraftwerkstypen, die in unterschiedlicher Weise im Lastverlauf eingesetzt werden: 
- Grundlastkraftwerke (Kernkraftwerk, Laufwasserkraftwerke, Kohlekraftwerke) werden, soweit möglich, rund um die Uhr mit ihrer Nennlast (Volllast) betrieben. Sie können Strom relativ preisgünstig erzeugen, lassen sich aber nur langsam regeln. Bei Ausfällen in diesem Kraftwerksbereich muss hier kurzfristig Reserveleistung zur Verfügung gestellt werden können, bis andere Kraftwerke die Stromerzeugung übernehmen können. Gerade bei unplanmäßigen Ausfällen größerer Erzeugereinheiten ist dies nicht immer möglich.[4]
- Mittellastkraftwerke (z. B. Kohlekraftwerke, Gas-und-Dampf-Kombikraftwerke) variieren ihre Leistung entsprechend dem vorhersehbaren Strombedarf nach einem vorher festgelegten Tagesfahrplan. Sie haben mittlere Stromgestehungskosten und lassen sich über einen weiten Leistungsbereich regeln, die Regelung wirkt allerdings mit einer gewissen Trägheit. Auf schnelle Änderungen des Strombedarfs können sie nur bedingt reagieren; diese müssen durch Spitzenlastkraftwerke abgefangen werden.
- Spitzenlastkraftwerke (Pumpspeicherkraftwerke, Druckluftspeicherkraftwerke, Gasturbinenkraftwerke) können Leistungsveränderungen im Netz schnell folgen. Gasturbinenkraftwerke erreichen Änderungsgeschwindigkeiten bis zu 20 % der Nennleistung pro Minute und haben eine Anfahrzeit von nur wenigen Minuten. Die Leistung kann zwischen 20 % und 100 % geregelt werden.[5] Sie werden dazu benutzt, die Schwankungen im Leistungsbedarf bzw. der Erzeugereinspeisung anzugleichen, die von den anderen Kraftwerkstypen nicht ausgeregelt werden können, oder bei denen dies wirtschaftlich nicht sinnvoll ist. Spitzenlastkraftwerke werden meist nur wenige Stunden pro Tag eingesetzt: zu den Verbrauchsspitzen, bei starken Lastanstiegen im Netz und bei ungeplanten Schwankungen von Stromverbrauch und Erzeugung. Durch den Verbrauch von Erdgas oder Pumpenergie ist der von ihnen erzeugte Strom deutlich teurer als der anderer Kraftwerkstypen.

## Verkehrsmarkt
Die Spitzenlast auf dem Verkehrsmarkt findet statt zur Hauptverkehrszeit (Berufsverkehr der Pendler), an Wochenenden und im Urlaubsverkehr, wo die Auslastung der Verkehrsnetze am höchsten ist. Das Verkehrsangebot der Verkehrsunternehmen wird durch deren Transportkapazität begrenzt. Auf dem Verkehrsmarkt sind alle Transportmittel aus technischen und/oder Sicherheitsgründen mit einer begrenzten Kapazität ausgestattet. Im Personenverkehr ist dies die Sitzplatzkapazität (Fernbusse, Fernzüge, Flugzeuge, Passagierschifffahrt, Seilbahnen, Taxis), nur bei wenigen Transportmitteln mit Stehplätzen (Omnibusse im Nahverkehr, Straßenbahnen, Regionalzüge) ist die maximale Anzahl von Passagieren variabel. Im Güterverkehr ist der Laderaum ausnahmslos begrenzt (Frachtschifffahrt, Güterkraftverkehr, Luftfrachtverkehr, Schienengüterverkehr). Zu Zeiten der Spitzenlast kann dies dazu führen, dass Fahrgäste/Passagiere oder Frachtgut im Linienverkehr aus Kapazitätsgründen nicht befördert und damit die Verkehrsnachfrage teilweise nicht befriedigt werden kann (siehe Problem des Handlungsreisenden). Je sicherer die Daten über die künftige Verkehrsnachfrage sind, umso eher kann die Transportkapazität darauf angepasst werden. Das kann technisch durch Großraumbusse oder Großraumflugzeuge oder wirtschaftlich durch Erhöhung der Taktfrequenz erreicht werden. Gelingt dies nicht, kommt es – wie im gesamten Dienstleistungssektor – zu Wartelisten oder Warteschlangen. Um Spitzenlasten zu nivellieren, können Verkehrs- und Energieversorgungsunternehmen durch  Spitzenlasttarifierung eine Hochpreisstrategie im Rahmen ihrer Preispolitik einsetzen.  
Bei Transportmitteln mit Stehplätzen oder im Güterverkehr ist eine Überladung möglich, die wirtschaftlich eine Übernutzung darstellt. Diese ist verkehrsrechtlich verboten. Da die Verkehrsunternehmen eine derartige Übernutzung offiziell nicht akzeptieren dürfen, profitieren sie nicht durch höhere Erlöse daran. Übernutzung im Personenverkehr ist meist eine Beförderungserschleichung.